# Bệnh viện Quân y Carlos J. Finlay
Bệnh viện Quân y Carlos J. Finlay hay còn gọi là Bệnh viện Trung ương Quân đội Carlos J. Finlay, là bệnh viện quân sự tọa lạc tại La Habana, Cuba. Bệnh viện được thành lập vào năm 1943 với mục tiêu cung cấp dịch vụ chăm sóc y tế cho Quân đội Lập hiến Cuba lúc bấy giờ và gia đình quân nhân của lực lượng này. Nó được đặt theo tên của nhà dịch tễ học người Cuba Carlos Finlay.

## Lịch sử
Bệnh viện này ban đầu được thành lập tại căn cứ quân sự Trại Columbia, vốn chỉ là một bệnh viện quân sự mộc mạc. Dưới thời kỳ chính phủ của Tướng Mario García Menocal, lệnh xây dựng bệnh viện cho quân đội và gia đình họ được ban hành. Vào thời điểm đó, họ bắt đầu thay thế những bức tường gỗ, sàn nhà và lều vải bằng bê tông. Một số lều vải đã bị cô lập nhằm cố ngăn chặn các loại bệnh truyền nhiễm.
Tới khi Fulgencio Batista lên nắm quyền, ông đã cải thiện đời sống và điều kiện nhà ở của quân đội. Một trong những thành tựu lớn nhất dưới thời ông chính là việc khánh thành bệnh viện ở địa điểm hiện tại vào ngày 4 tháng 9 năm 1943, tọa lạc trên số Avenida 31, lúc đó được đặt tên là Avenida de Columbia.